# 廉売
廉売（れんばい）とは、ある一つの特定の品物を、通常より安価で売ることである。

## 概要
商業では、供給対象を得るための必須手段であるが、利益を得るにはコストを下げる必要がある。以下にあげる4種が代表的な手段である。
- 正規の流通ルートから仕入れ、経費を抑える。または、製造元から直接買い付ける。
- 正規でないルートから仕入れ、破格の値段で売る。
- メーカーや卸売、専門店の見切り品や在庫（売れ残り）を買う。
- 販売場所の維持費を下げるために、倉庫同然の店舗を使い、会員にのみ販売する。

前者2つはディスカウントショップ、3つ目はオフプライスストアやアウトレット、4つ目はホールセールクラブで用いられる。

## 参考資料
- 新世紀ビジュアル大辞典（小学館）